# Garda (Sonico)
Garda is een plaats (frazione) in de Italiaanse gemeente Sonico.